# Brutus (Cicerón)
El Brutus (en español Bruto, también conocido como De claris oratoribus) es un diálogo platónico de Cicerón sobre la oratoria romana, escrito en el 46 a. C., probablemente con el propósito de defender su propia oratoria. 
El libro tiene como protagonistas al propio Cicerón, a su amigo Ático y a Bruto, a quien está dedicado. La obra, que forma parte de una supuesta trilogía que incluye el De oratore y el Orator ad Brutum, tiene como tema la controversia contra los aticistas romanos.

## Contenido
El escenario es la villa de Cicerón en Túsculo donde Ático y Bruto argumentan que el neoaticismo es el mejor estilo para la elocuencia romana, política y judicial. Se trataba de una tendencia, en boga entre algunos oratorios romanos jóvenes de la época, de buscar una oratoria ideal de elegancia sencilla y pura, evitando los artificios 'asiáticos'. Se inspiraba en corrientes puristas griegas análogas, orientadas a la imitación de los oradores áticos y de Lisias en particular. El aticismo romano, del que Bruto era seguidor, reprochaba a Cicerón precisamente la redundancia asiática.
Al principio de su carrera legal, Cicerón había abrazado completamente esta doctrina, siguiendo el ejemplo del abogado y político Hortensio, quien solía usar frases redundantes y enfáticas para embellecer su oratoria. Sin embargo, tras las primeras probaturas de oratoria, Cicerón empezó a despegarse de estos modelos, orientándose hacia una mayor moderación y variedad estilística, según las circunstancias del caso: por ejemplo el estilo sublime, adecuado para una defensa por alta traición, sería ridículo en un juicio civil por la propiedad de un terreno.
Bruto y Ático le piden a Cicerón que describa las cualidades de los principales oradores romanos hasta su época, y Cicerón intenta proponer una reconstrucción de la historia romana. Dispone un breve relato de la historia de la oratoria de las escuelas asiática, ateniense y ática, Cicerón imagina lentamente el nacimiento de la política griega y las primeras formas de hablar en público, llegando al famoso orador Demóstenes. Este es definido por Cicerón como el verdadero modelo de orador, pues a pesar de ser tan ático como Lisias utilizó un estilo más variado, elaborado y complejo. En cambio, los aticistas se esforzaron en buscar una esencialidad en el lenguaje contraria a la buena elocuencia, que conoce el estilo adecuado para cada ocasión sin caer en la frialdad y la monotonía. Para Cicerón, el error de aticistas, como Bruto y Ático, es el de confundir sencillez con concisión, y querer usarla incluso donde la importancia del argumento exige un estilo más elevado y copioso.
Para refutar las razones de estos interlocutores, Cicerón ofrece una larga y detallada historia de la elocuencia romana desde sus orígenes, comenzando con Lucio Junio Bruto "El Libertador", volviéndose más concreto desde la época de Marco Cornelio Cetego, hasta su época (declara explícitamente que no quiere tratar con personajes vivos, a excepción de él mismo, César y Marcelo). Esta historia constituye nuestra fuente más importante sobre el tema.